# Agustinas Recoletas del Corazón de Jesús
La Congregación de Hermanas Agustinas Recoletas del Corazón de Jesús (en latín: Congregatio Augustiniorum Recollectorum in Venetiola) es una congregación religiosa católica femenina de derecho pontificio, fundada por la religiosa venezolana María de San José Alvarado y el sacerdote Justo Vicente López Aveledo, en Maracay, en 1901, con el fin de atender el Hospital de San José. A las religiosas de este instituto se les conoce como Agustinas Recoletas del Corazón de Jesús o Agustinas Recoletas de Venezuela y posponen a sus nombres las siglas A.R.C.J.

## Historia

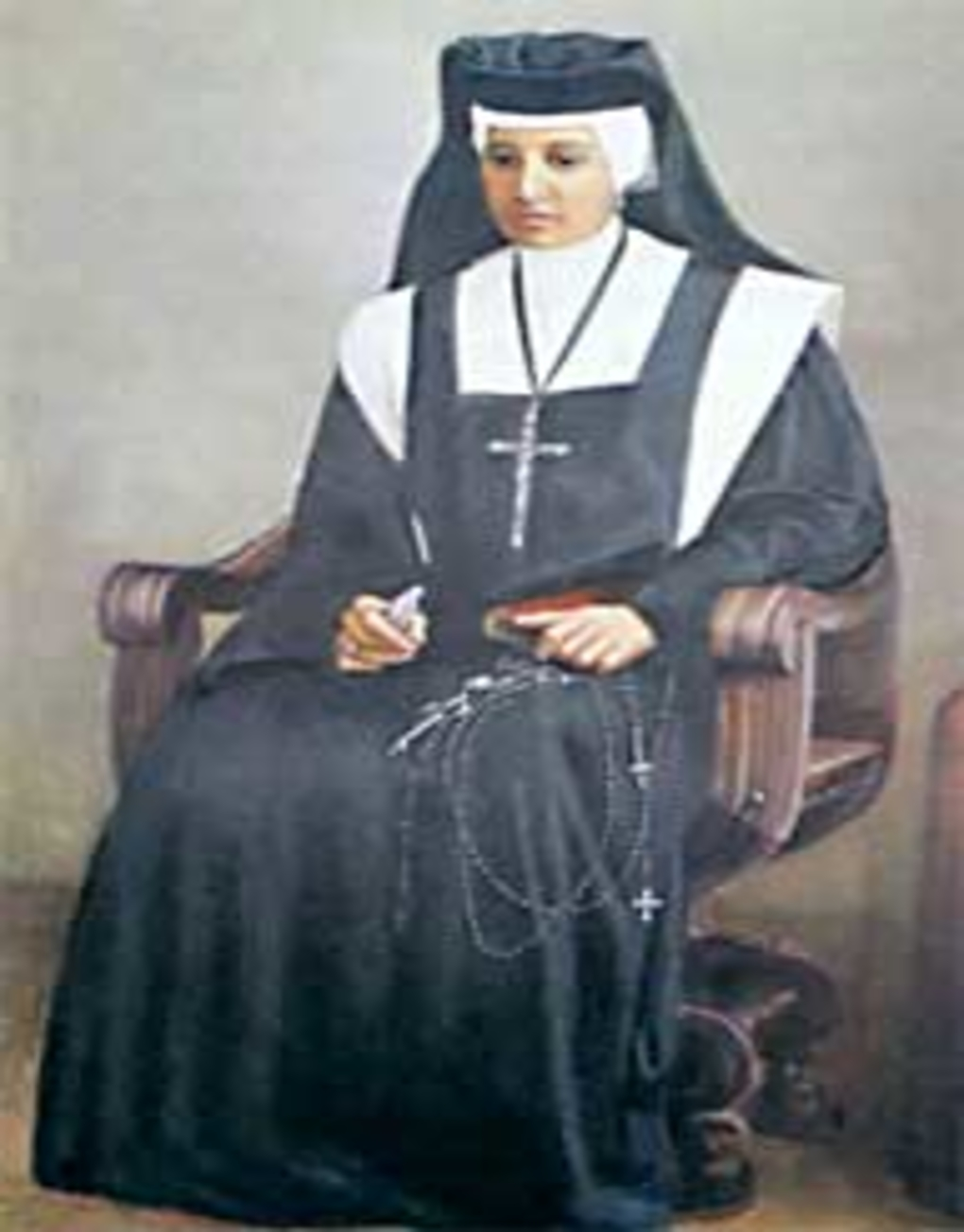
María de San José Alvarado (1875-1967), fundadora de las Agustinas Recoletas del Corazón de Jesús.

El sacerdote Justo Vicente López Aveledo fundó un hospital, intitulado a san José en la ciudad de Maracay (Venezuela). Para la atención del mismo se valió de la ayuda de un grupo de voluntarias que formaron una sociedad cristiana (1893) a la cabeza de Laura Alvarado Cardozo. Más tarde, dicha obra evolucionó hasta convertirse en una congregación de derecho diocesano con la aprobación del arzobispo de Caracas, el 22 de mayo de 1902, con el nombre de Hermanas Agustinas Hospitalarias. Las primeras hicieron su profesión religiosa, entre ellas Laura, quien tomó el nombre de María de San José. A partir de entonces las religiosas vivieron según la Regla de San Agustín.
La aprobación de 1902 fue confirmada el 17 de enero de 1927, por Felipe Rincón González, arzobispo de Caracas, pero en esta ocasión les dio el nombre de Hermanas Agustinas del Corazón Eucarístico de Jesús. El instituto fue aprobado por la Santa Sede el 15 de noviembre de 1952, con el título de Hermanas Agustinas Recoletas del Corazón de Jesús. La primera superiora general fue la fundadora, cargo que ocupó hasta su muerte, acaecida en 1967.

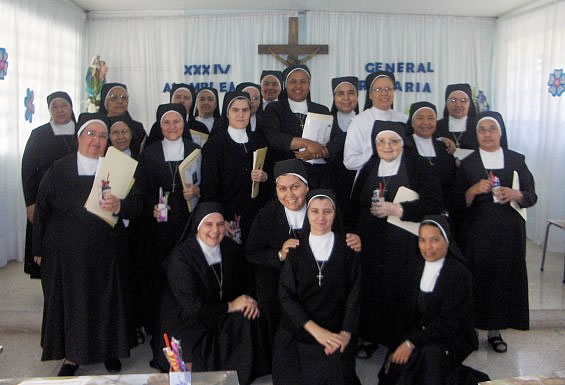
Un grupo de agustinas recoletas del Corazón de Jesús de Venezuela

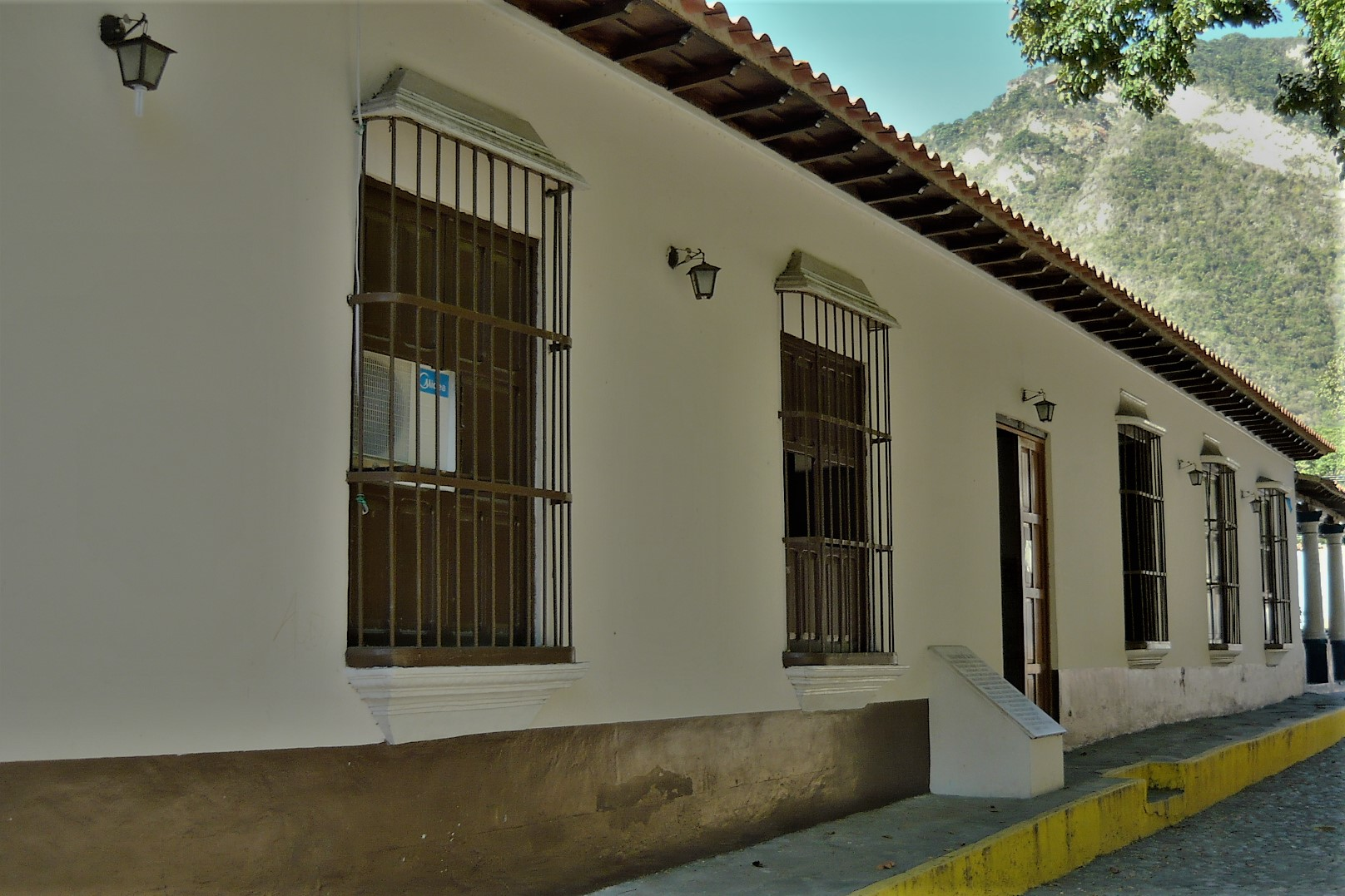
Congregación Hermanas Agustinas Recoletas del Corazón de Jesús en la población de Choroni

## Organización
La Congregación de Hermanas Agustinas Recoletas del Corazón de Jesús es un instituto religioso de derecho pontificio, de gobierno centralizado. Este es ejercido por la superiora general, cuya sede se encuentra en Los Teques, Venezuela. El instituto es miembro, desde 1950, de la Orden de los Agustinos Recoletos y de la Conferencia Venezolana de Religiosas y Religiosos (Conver).
Las agustinas recoletas de Venezuela se dedican al ejercicio de la caridad en los hospitales, asilos y orfanatos. En menor grado, trabajan en la pastoral educativa ejerciendo el magisterio en las escuelas de su propiedad. Viven bajo la Regla de San Agustín, adaptada a los tiempos actuales en sus Constituciones, las cuales han sido aprobadas por la Santa Sede en 1952. El hábito de las hermanas está compuesto por una túnica y un velo, ambos negros.
En 2015, el instituto contaba con unas 80 religiosas y 15 casas, presentes en Colombia (Cartago y Villa del Rosario), Perú (Contumazá) y Venezuela (Barquisimeto, Caracas, Choroní, Coro, El Limón, La Victoria, Los Teques, Maracaibo, Maracay, Palmira, Puerto Cabello, San Felipe y, Valencia).

## Personajes ilustres
- María de San José Alvarado (1875-1967), beata, religiosa venezolana, fundadora de la congregación y primera superiora general, cargo que ocupó hasta su muerte. Creó más treinta hogares y residencias para huérfanos en las principales ciudades de Venezuela. Fue beatificada el 7 de mayo de 1995 por el papa Juan Pablo II.[3]